# Зехра (ТВ серија)
Зехра (тур. Küçük gelin) турска је телевизијска серија, снимана од 2013. до 2015.
У Србији је приказивана од 2014. до 2016. на телевизији Пинк.

## Синопсис
Зехра је интелигентна четрнаестогодишња девојчица са великим плановима и надањима у будућност...
Њен живот у потпуности ће се променити када схвати да мора да испуни давно дато обећање свог оца, те се уда за богатог младића ког никада није видела. Иако жели да настави образовање и скроман живот у оквиру своје породице, Зехра ће у томе бити спречена. Једино што јој преостаје јесте да се појави на венчању.
Након венчања, као најмлађа невеста прелази у раскошну вилу свог мужа, где ће живети са својом новом породицом, свекрвом, девером, и њиховом децом. Емотивни бол и неправда натераће је да се супротстави својој судбини... Уз помоћ своје наставнице, Зехра осмишљава план бекства.

## Сезоне
| Сезона | Сезона | Број епизода | Приказивање у Турској                  | Приказивање у Србији                     |
| ------ | ------ | ------------ | -------------------------------------- | ---------------------------------------- |
|        | 1      | 40 (1 — 40)  | 8. септембар 2013 — 22. јун 2014. ()   | 19. јул 2014 — 18. новембар 2014. (Пинк) |
|        | 2      | 43 (41 — 83) | 24. август 2014 — 21. јун 2015. ()     | 19. новембар 2014 — 31. јул 2015. (Пинк) |
|        | 3      | 14 (84 — 97) | 30. август 2015 — 8. новембар 2015. () | 4. јул 2016 — 31. октобар 2016. (Пинк)   |

## Улоге
| Глумац:                      | Улога:                | Епизоде:   |
| ---------------------------- | --------------------- | ---------- |
| Чагла Шимшек                 | Зехра Кара Кирман     | 1-96       |
| Орхан Шимшек Бариш Чакмак    | Азат Кирман           | 1-62 63-81 |
| Гозде Мукавелат Бенги Озтурк | Мелек Сојнигер Кирман | 1-40 41-97 |
| Арда Есен                    | Мирза                 | 84-97      |
| Уфук Шен                     | Девран Кирман         | 1-97       |
| Арзу Јанардаг                | Бахар                 | 84-97      |
| Сема Ајбарс                  | Нужин Кирман          | 1-97       |
| Али Чакалгоз                 | Кадим Кирман          | 1-97       |
| Ариф Селчук                  | Џемал Кирман          | 13-39      |
| Еџе Окај                     | Бехије Кирман         | 1-97       |
| Мелда Арат                   | Зумрут Кирман         | 1-97       |
| Гокхан Шахин                 | Али Кирман            | 1-97       |
| Онурџан Киршан               | Ферман Кара           | 1-40       |
| Бурџу Јуџе                   | Берфин Кирман Кара    | 1-40       |